# 暴れん坊将軍のエピソード一覧
暴れん坊将軍のエピソード一覧では、テレビドラマ『暴れん坊将軍』で放送された放映タイトルおよび各話スタッフを列挙する。

## シリーズ

### 吉宗評判記 暴れん坊将軍
1978年1月7日 - 1982年5月1日 全207話

### 暴れん坊将軍II
1983年3月5日 - 1987年3月7日 全191話

### 暴れん坊将軍III
1988年1月9日 - 1990年9月29日 全129話

### 暴れん坊将軍IV
1991年4月6日 - 1992年9月26日 全74話

### 暴れん坊将軍V
1993年4月3日 - 1994年3月26日 全44話

### 暴れん坊将軍VI
1994年10月8日 - 1996年1月20日 全51話

### 暴れん坊将軍VII
1996年7月13日 - 1997年1月25日 全18話

### 暴れん坊将軍VIII
1997年7月12日 - 1998年3月7日 全22話

### 暴れん坊将軍（通称：IX）
1998年11月7日 - 1999年9月30日 全38話
スタッフ
- プロデューサー：井圡隆、川田方寿(テレビ朝日)、阿部征司、伊駒伊織、小林由幸
- 脚本：渡辺善則、井川公彦、鈴木則文、胡桃哲、池田政之、石川孝人、横山幸子、岸間信明、志村正浩
- 監督：村川透、松尾正武、原田雄一、上杉尚祺

レギュラー
- 大岡忠相：田村亮
- 宍戸官兵衛：高島忠夫（15話まで）
- 有馬彦右衛門：名古屋章（16話から）
- 長次郎 : 山本譲二
- お凛：松金よね子
- おぶん：生稲晃子
- 源次（小頭格）：真砂皓太
- 忠太：木下通博
- 佐渡吉：田井克幸
- 寅三：神大介
- 十文字隼人：大森貴人
- 皐月：東風平千香

準レギュラー
- 花川戸辰五郎（クレジット表記は辰五郎のまま）：北島三郎（第6話～第8話、第28話、第31話、第36話～第37話）
- 尾張大納言宗春：西岡徳馬（第38話）
- 浄円院：中村玉緒（第2話、第15話、第18話）

内容
様々な新機軸を盛り込んだ前作はそれなりの成果を得たものの、終了後に鶴姫役の中村あずさが芸能界を引退するという予想外の事態に見舞われ、結局彼女周辺の展開や登場人物をなかったことにしてリセットする形での開始となった。タイトルからローマ数字が消えた点（主題歌CDではIX表記であるなど表記ブレはある）や鶴姫周辺の人物役者が別人役でゲスト出演している点などは、その影響によるものである。他にも吉宗の周囲では、辰五郎の肩書が肝煎から元締に変わり、またVIIまで登場していた生母お由利の方（IV冒頭で出家しており、VIIIでは登場なし）が出家前の設定に戻されるなど、VIIIとはアナザーストーリーであるかのごとき演出がなされた。一方、め組のように、VIIIの設定が引き継がれている部分もある。長次郎夫婦や小頭格・源次は配役ともどもそのままであった。ただし、若い衆役（大部屋俳優）の出演者に一部変更があった。長次郎の姉であるお凛が新たに登場し、ムードメーカー（時にはトラブルメーカー）となったため、賑やかさが増した。また、たまにお凛は吉宗のことを「新の字」と呼ぶことがある。本作はシリーズ通して初めてエンディングが無く、お馴染みのテーマはオープニング冒頭と殺陣の時のみとなった。前作ではアレンジされていた殺陣のテーマが元のバージョンに戻された。
第1話では雲霧仁左衛門のモデルとなった雲切仁左衛門（永島敏行）が登場。吉宗の幼馴染みでありながらも自らの一家を不幸に追いやった徳川の政道を憎み、火盗改めと手を結び悪事の限りをつくす大悪党として描かれた。
放送日は最初は土曜日であったが、1999年4月の番組改編期に当たる16話から木曜日に変更された。変更時の展開としては、まず高島が病気のため降板、新たな爺として名古屋が登場。名古屋の大声で頑固一徹な爺は、高島の穏やかな爺とは一味違った爺となった。そしてオープニングの前にアバンタイトルが追加。また夜7時という時代劇としては異例の時間帯ということもあってか、マンガ・アニメーションタッチの演出が強調された（岸間信明の登板、彗星の話、立ち回りの際の斬るSE音がステレオ処理されている点はその例である）。
辰五郎は花川戸辰五郎と名乗っているが、花川戸の名は辰五郎のモデル新門辰五郎が幕末に浅草花川戸に住んでいたことに由来する。前作から姿を消していた辰五郎の妻おさいは、31話の終焉では既に亡くなっていることが判明。また最終回では、長年にわたり続いた尾張宗春との因縁の対決に終止符が打たれた。14話では悪徳商人自身（小沢象）が、徳田新之助を将軍吉宗であることを知っている異例の展開になっている。また、成敗の態勢に入った御庭番を止め自らの手で成敗するシーンが久々に見られた（第22話）。
かつてのレギュラーである、三遊亭楽太郎、入江麻友子、田中綾子、安藤あき子、宮内洋、長内美那子がゲスト出演し、楽太郎は北島と共演し、小金沢昇司がめ組の若い衆千吉役でゲスト出演し、北島、山本と共演した。実在人物である、島津継豊（峰蘭太郎）、松平頼渡（西園寺章雄）、西川如見（笹野高史）、関但馬守長広（榊原利彦）、井上正岑（青木義朗）、竹姫（久我陽子）、天英院（三浦布美子）が登場している。
本作以後、キャスティング表示がレギュラーとゲストの一括表示となる。

### 暴れん坊将軍（通称：X、第十部）
2000年3月30日 - 2000年9月14日 全25話（通算799話）
スタッフ
- プロデューサー：川田方寿、陶山敬(テレビ朝日)、小林由幸、小嶋雄嗣
- 脚本：渡辺善則、鈴木則文、井川公彦、池田政之、扇澤延男、藤井邦夫、石川孝人
- 監督：村川透、松尾正武、石川一郎、上杉尚祺、森本浩史

レギュラー
- 大岡忠相：田村亮
姪の登場により、さらに気苦労が絶えなくなる。
- 有馬彦右衛門：名古屋章
- 長次郎：山本譲二
- 長次郎妻・おぶん：生稲晃子（実質準レギュラー）
- 源次(小頭格)：真砂皓太
- 忠太：木下通博
- 佐渡吉：田井克幸
- 簑助：長田昭彦
- お凛：松金よね子
- 千奈津：松下恵
忠相の姪（兄の娘）。武家の作法を学ばせるために江戸へやって来たじゃじゃ馬娘。自分の叔父に対し、やたら馴れ馴れしい態度を取る新之助を「不良旗本」と呼び（偶然、出くわした際に吉宗のやむを得ない行動を誤解する場合もある）、あの手この手で調べようとする。さらには叔父の将来に悪影響を与えるのではないかと本気で心配している。
- 十文字隼人：大森貴人
- 渚：山口香緒里
御庭番。

準レギュラー
- 秋月敬之進：森下じんせい（第3話、第9話、第14話、第17話、第21話）
南町同心。何かと千奈津に振り回されることが多い。
- 辰五郎：北島三郎（第1話、第6話、第16話、第19話、第25話）
- 浄円院：中村玉緒

内容
前作の路線を踏襲。新キャラクターとして大岡の姪・千奈津が登場した。千奈津は叔父に馴れ馴れしい態度を取る徳田新之助に不信感を抱き、辰五郎や新之助自身に聞くなどして正体を探る。また、新之助が大岡邸で上座に座ったり、大岡のことを「忠相」と呼び捨てることに苦言を呈するなどして、2人をたびたび困らせている（劇中で1回、大岡が新之助=吉宗であることを千奈津に明かしているが、千奈津はとりあわなかった）。第15話では江戸に来たもう一つの理由を挙げている。忠相が幼少のころから泣き虫で、江戸町奉行が務まるか、千奈津の父が生前に心配しており、父の後を引き継いで忠相の所業を母に報告していると明かしている。なお、第21話は榊原るみがゲスト出演しており、千奈津役の松下恵との親子共演が実現した。
Xシリーズのテーマは、「吉宗をめぐる25人の女たち!!」。当作ではおぶんや渚、お凛の他、毎回1人の女性ゲストキャラにスポットを当てる形式が取られ、その女性と吉宗とのドラマを展開した。
また、第1話の最後でおぶんが懐妊したことでめ組には活気が溢れる。おぶんは最終話で無事男児を出産し、辰五郎が「辰之助」と名付けた。本作はオープニングとレギュラーアイキャッチがなくなり、エンディングは再び北島の歌でスタッフロールが流れるようになった。なお、エンディング映像にはクライマックス後の展開や吉宗らの日常が描かれている。

### 暴れん坊将軍 800回新春スペシャル
2001年1月11日
主な出演者
- 大岡忠相：田村亮
- 有馬彦右衛門：名古屋章
- 長次郎:山本譲二
- おぶん：生稲晃子
- 源次（小頭格）：真砂皓太
- 忠太：木下通博
- 佐渡吉：田井克幸
- 簑助：長田昭彦
- お凛：松金よね子
- 千奈津：松下恵
- 十文字隼人：大森貴人
- 渚：山口香緒里
- 秋月敬之進：森下じんせい
- 辰五郎：北島三郎
- 浄蓮：山田五十鈴
- 芳野：高島礼子
- お静：大河内奈々子
- 黒田典膳：遠藤憲一
- 大窪能登守：中田浩二
- 桧垣日向守：小沢象
- 島塚肥前守：峰蘭太郎
- 石丸又之丞：福本清三
- 村上十内：石倉英彦

- 富岡惣太郎：尾崎右宗
- 野口俊之助：三上市朗
- 我妻兼一郎：小野寺丈
- 才蔵：関根大学
- 半九郎：李一龍
- 林夏之助：木谷邦臣
- 武田卯之助：原慎一郎
- 広瀬輝光：山田永二
- 柴田：石井洋充
- 天英院：小林泉
- お久：多田幸代
- 志摩：大本麻鈴
- 窪田弘和
- 矢部義章
- 森山陽介
- 岡田和範
- 島田佳子
- 山根誠示
- 江原政一
- 空田浩志
- 高橋弘志
- 浅田祐二
- 西山清孝

内容
Xのレギュラー全員と辰五郎が出演。元御庭番高島礼子がゲスト出演した。
天下祭りの上覧日、江戸城が武装集団に乗っ取られた模様。
竹橋門の火事騒ぎに乗じて江戸城に乱入。人質の中には、花川戸の元締め・辰五郎や、め組長次郎の姉・お凛、南町奉行・大岡忠相、御側御用取次・有馬彦右衛門、六代将軍御台所・天英院。武装集団は、先年不祥事で取り潰された肥前桜木藩の元藩士で、お家再興の嘆願のため事件を起こした。天守閣に大筒を備え付け、江戸市内に発砲の構えを取っている。
スタッフ
- 脚本：井川公彦
- 監督：村川透
- プロデューサー：川田方寿、陶山敬（テレビ朝日）小林由幸、小嶋雄嗣（東映）

### 暴れん坊将軍（通称：XI）
2001年7月5日 - 2001年12月17日 全19話
スタッフ
- プロデューサー：川田方寿、陶山敬、小林由幸、小嶋雄嗣
- 脚本：井川公彦、渡辺善則、塩田千種、ちゃき克彰、池田政之、扇澤延男、藤井邦夫、鈴木則文
- 監督：石川一郎、森本浩史、一倉治雄、村川透、上杉尚祺

レギュラー
- 大岡忠相：田村亮（第4話、第13話を除く）
- 有馬彦右衛門：名古屋章
- 栄五郎（栄吉）：松村雄基（第11話、第14話を除く)
- 峰次：中野英雄
- 仙太：長田昭彦
- 歳松：上野秀年
- お杏：いしのようこ
- もも：内堀美咲
- 関前朝之介：真砂皓太
- 十文字隼人：大森貴人
- あざみ：松永香織
- 辰五郎：北島三郎（準レギュラー）
- 浄円院：中村玉緒（準レギュラー）

内容
本作からめ組側のキャストが変更になる。新たなめ組の頭栄五郎はもとは栄吉という名前で、第1話の最後に新しい頭に就任し、辰五郎にあやかり改名したものである。お杏の夫・房吉（湯江健幸）は腕の良い大工だったが事故死（実際は雇い主の不正を知った故の口封じによる殺害、第7話で殺害が発覚し、第8話で事件背景）しており、娘のももとともに兄の世話になっている（栄五郎は独身のため、お杏はおかみさん的な役割を果たし、逆に栄五郎の世話をしている）。お杏はめ組のメンバーには珍しく、新之助のことを「徳田様」と呼ぶ。このシリーズから、小頭の肩書きのポジションが復活している。小頭の峰次は喧嘩っ早い性格で、同心の関前とは犬猿の仲。また、峰次はお杏に想いを寄せるが、お杏は新之助に惚れているため、峰次は新之助をライバル視している。徳田新之助が将軍吉宗であることを知る栄五郎は、何も知らないお杏の叶わぬ恋に複雑な思いを抱く。栄五郎が新之助＝将軍吉宗である事を知るのは第2話である。このシリーズからストーリーにサスペンス色が濃厚となる。
この影響か、IIIシリーズから、13年間め組の若い衆を演じてきた真砂皓太の役が南町奉行所の同心に変わったり、め組の若い衆の簑助が仙太に改名していたり、最終回では山本譲二が毛利吉元役でゲスト出演したりと、前作までのめ組関連のキャラクター及び千奈津の存在はなかったことにされている（ただ吉宗が吉元に「昔親しかった人物にそっくりだ」と言っている点から、長次郎に関する何らかの接点はあると思われる）。
北島の歌う主題歌は再びオープニングに戻ったが、アバンタイトルの代わりにその回のハイライトシーンが挿入される演出であった。
2年間続いた木曜日19時からの時間枠も、2001年10月の番組改編期に当たる10話からは月曜日19時からに変更され、以後レギュラー放送最終シリーズであるXIIに至る。
第4話のサブタイトルは初期の放送では「女医の恋した町奉行」だが、時代劇専門チャンネルなどの再放送では「恋におちた大岡越前」になっている。

### 暴れん坊将軍（通称：XII）
2002年7月8日 - 2002年9月9日  全10話（通算で829話）
スタッフ
- プロデューサー：川田方寿、菊地恭(テレビ朝日)、小林由幸、小嶋雄嗣
- 脚本：井川公彦、渡辺善則、池田政之、扇澤延男、塩田千種
- 監督：石川一郎、一倉治雄、森本浩史

レギュラー
XIとレギュラー、準レギュラーともに同じ。なお、北島三郎演じる辰五郎（初代め組頭）が登場したのは、本シリーズ第3話が最後となる。

#### 作品リスト
内容
前作の続きである。話数は全シリーズ中最も少なく、本作の最終話をもって通常の1時間枠の話は終了した。
1話・2話において久々の遠方ロケが和歌山県で行われ、和歌山城、生石高原、円月島、三段壁などの名所がロケ地に使われた。

### 暴れん坊将軍 最終回スペシャル（暴れん坊将軍スペシャル2003）
2003年4月7日
スタッフ
- プロデューサー：川田方寿、菊地恭、小林由幸、小嶋雄嗣、田中憲吾
- 脚本：井川公彦
- 監督：石川一郎

主な出演者
- 南町奉行・大岡忠相：田村亮
- 御側御用取次・有馬彦右衛門／甚左（二役）：名古屋章
- 御庭番・十文字隼人：大森貴人
- 御庭番・薊（あざみ）：松永香織
- め組組頭・栄五郎：松村雄基
- 栄五郎妹・お杏：いしのようこ
- め組小頭・峰次：中野英雄
- 南町同心・関前朝之介：真砂皓太
- め組若い衆・歳松：上野秀年
- め組若い衆・仙太：長田昭彦
- お杏娘・もも：内堀美咲
- 美緒：杜けあき
- 堀田釆女：津嘉山正種
- 秋月梅軒：本田博太郎
- 北国屋儀兵衛：浜田晃
- 大河内飛騨守：和崎俊哉
- 青龍：藤原喜明
- 石村：伊吹剛

- 白蛇：石倉英彦
- 政吉：瀬野和紀
- おみな：森田恵美
- およう：山本容子
- おみつ：新村あゆみ
- おさえ：金沢さえこ
- 虎吉：川藤幸三
- 辰吉：橋本真也
- おたね：宮本真希
- 黒龍：古田新太
- 福本清三
- 山口幸晴
- 峰蘭太郎
- 浅田祐二
- 山内紅実
- 空田浩志
- 中村裕一
- 宇谷玲

内容
XIIのレギュラー全員が出演。前述の通り、辰五郎は出演していない。
この時点では最終回と銘打たれたが、その後も製作されており、2009年4月以後、スカパー!時代劇専門チャンネルにおいて放映されるときには「暴れん坊将軍スペシャル2003」と銘打たれている。

### 暴れん坊将軍 春のスペシャル （暴れん坊将軍スペシャル2004）
2004年3月29日放送。副題は「将軍生母襲撃! 一途な恋に生きる女」。春の時代劇特別企画、テレビ朝日開局45周年記念番組。
スタッフ
- プロデューサー：川田方寿、小林由幸、小嶋雄嗣
- 脚本：塩田千種
- 監督：江崎実生

主な出演者
- 南町奉行・大岡忠相：田村亮
- 御側御用取次・横川勘十郎：神山繁
- め組組頭・栄五郎：松村雄基
- 栄五郎妹・お杏：いしのようこ
- め組若い衆・仙太：長田昭彦
- め組若い衆・歳松：上野秀年
- お杏娘・もも：内堀美咲
- 南町同心・関前朝之介：真砂皓太
- 御庭番・五郎太：篠塚勝
- 御庭番・楓：村井美樹
- 吉宗生母・浄円院：中村玉緒
- 飯田常森：片岡鶴太郎（特別出演）
- おたき：山田邦子
- おえい：かとうかずこ
- 蔦屋：鈴木ヒロミツ
- 北倉照光：大林丈史
- 太助：赤塚真人
- 倫太郎：染谷将太
- 笑太：木村大貴
- ならず者：ダチョウ倶楽部（寺門ジモン、肥後克広、上島竜兵）
- 佐藤仁哉

- 寺田千穂
- 福本清三
- 朝日完記
- 田中龍
- 白井滋郎
- 峰蘭太郎
- 豊川栄順
- 笹木俊志
- 武井三二
- 大矢敬典
- 矢部義章
- 窪田弘和
- 藤沢徹衛
- 平井三智栄
- 井上紀子
- 山根誠示
- 浜田隆広
- 松永吉訓
- 内藤和也
- 横田凌祐
- 上村響

内容
ほとんどのレギュラーは第XIシリーズ以後のキャスティングのままだが、一部変更あり。IXの16話から4年間爺役を演じてきた名古屋章が最終回スペシャルの後に逝去し、爺役は神山繁に、御庭番が大森貴人、松永香織から篠塚勝、村井美樹にそれぞれ変更された（ただし、この3キャラクターの出演は本作のみである）。前作までのレギュラーの中で唯一、峰次の出演がない。なお、篠塚はIIでお庭番・さぎりを演じた朝加真由美の夫であり、夫婦で本作のお庭番を演じたことになる。
メインゲストはかとうかずこ・山田邦子であったが、他に当時テレビ朝日の『八丁堀の七人』主演の片岡鶴太郎が、出番は少ないものの事件の鍵を握る人物役で特別出演している。
初期から当番組で無名な斬られ役や端役等をしており、『ラスト サムライ』に出演した福本清三が重要役である敵方の剣豪を演じ、殺陣のトリを飾った。

### ドラマスペシャル 暴れん坊将軍（暴れん坊将軍スペシャル2008）
2008年12月29日 19:00 - 20:54 視聴率10.9%。テレビ朝日開局50周年記念ドラマスペシャル。
スタッフ
- プロデューサー:田中芳之（テレビ朝日）、上阪久和、土田真通（東映）
- 脚本:藤井邦夫、ちゃき克彰
- 音楽:菊池俊輔
- 撮影:津田宗幸
- 美術:井川徳道
- 照明:安藤清人
- 録音:立石良二
- VE:湯川達也
- 編集:永井靖子
- 助監督:苫米地祥宏
- 記録:尾上公弥子
- 整音:桜田佳美
- 音響効果:竹本洋二
- VTR編集:奥村祐介
- VFX:北昌規（キルアフィルム）
- 装置:藤川智
- 装飾:三木雅彦
- 持道具:吉田憲司
- 小道具:高津商会
- 背景・塗装:小林正敏
- 建具:中島英來
- 衣装:松田孝
- 美粧・結髪:東和美粧

- かつら:山崎かつら
- 擬斗:菅原俊夫（東映剣会）
- 和楽監修:中本哲
- 舞踊指導:猿若加於理
- スチール:入江信隆
- 製作管理:安達勉
- 演技事務:川口彩都美
- 進行主任:芦田淳也
- 編成:稲垣けんじ、西勇哉（テレビ朝日）
- 宣伝:豊島晶子（テレビ朝日）
- ホームページ:辰口孝志（テレビ朝日）
- ラインプロデューサー:山本吉應
- 撮影協力:嵯峨山大覚寺、元離宮二条城、住蓮山安楽寺、姫路城、姫路フィルムコミッション、大阪市（港湾局、海洋博物館なにわの海の時空館）、岸本乗馬センター、東映京都スタジオ（東映俳優養成所、東映太秦映画村）
- 高知ロケ協力:高知市（観光課）、土佐闘犬センター、五台山竹林寺、土佐神社、高知県（教育委員会文化財課、高知城管理事務所）、安芸市（商工水産課）、室戸市（観光深層水課）、室戸市観光協会、督士企画、三翠園
- 音楽協力:テレビ朝日ミュージック
- 監督:森本浩史
- テレビ朝日、東映

主な出演者
- 徳川吉宗:松平健
- 加代:浅野ゆう子
- 高岡左馬之介:永島敏行
- さい:岡本麗
- 半次郎:梨本謙次郎
- 千春:黒川芽以
- 御庭番・佐助:松田悟志
- 御庭番・蛍:松永京子
- 玉:金子さやか
- 直太郎:小林海人（子役）
- 寅吉:須藤公一
- 伝八:建蔵
- 千太:本山力
- たみ:石原身知子
- 権六:下元佳好
- 源太:柴田裕司
- 由利:中村玉緒
- 慈恵:神山繁
- 滝沢監物:目黒祐樹
- 万:川上麻衣子

- 稲葉但馬守:中原丈雄
- 山内豊春:きたろう
- 山内直忠:林泰文
- 千坂平内:片桐竜次
- 森田帯刀:真砂皓太
- 氷室半蔵:田宮五郎
- 橋本相模守:山田明郷
- 西山清孝
- 笹木俊志
- 田井克幸
- 西村龍弥
- 細川純一
- 山口誠乃助
- 大石彩未
- ナレーション:若山弦蔵
- 大岡忠相:大和田伸也
- 秋月薫:池上季実子
- 加納五郎左衛門:伊東四朗
- 辰五郎:堺正章

内容
シリーズ初にして唯一（2021年8月時点）、ハイビジョン制作のVTR作品である（アナログ放送では14:9のサイズで放送）。高知県でロケが行われた。なお、高知県を放送対象とする、テレビ朝日系列社は存在しない。
シリーズ第1作と同様の人物設定（周辺キャラクター配置）が採用された（加納五郎左衛門、辰五郎、さいなど）。
それまでシリーズを通してかかわってきた、北島三郎および北島ファミリー（大野商事）の出演や主題歌はない。
小頭にはIIIと同様の半次郎が設定された。
1時間枠のレギュラー放送期間中に長い間レギュラーを務めた真砂皓太が、初めて悪役で出演している。
前作まではキャスティングのクレジットにおいて、レギュラーとゲストが明確に区別されて表示されていたが、本作では一般の単発ドラマのように区別がなくなった。
シリーズ開始当初から一貫してナレーションを担当した若山弦蔵は、本放送から13年後の2021年5月18日に死去したため、若山によるナレーションは今作が最後となった。
また同じくシリーズ開始当初から音楽を担当してきた菊池俊輔も2021年4月24日に死去したため、単独で音楽を手がけた最後の作品となった。

### 新・暴れん坊将軍
2025年1月4日 21:00 - 22:54 視聴率8.3%。テレビ朝日ドラマプレミアム枠にて放送。
スタッフ
- 監督:三池崇史
- 脚本:大森美香
- 音楽:菊池俊輔（「暴れん坊将軍」シリーズ）、遠藤浩二
- エグゼクティブプロデューサー:内山聖子（テレビ朝日）、塚田英明（東映）
- ゼネラルプロデューサー:服部宣之（テレビ朝日）
- プロデューサー:後藤達哉（テレビ朝日）、土井健生（東映）、坂美佐子（OLM）
- 撮影:北信康
- 小道具:嶋耕三
- 照明:杉本崇
- 編集:相良直一郎
- 録音:近藤義兼
- 整音:中村淳
- 美術:松宮敏之
- 殺陣:清家三彦、清家一斗
- 装飾：極並浩史
- チーフ助監督:倉橋龍介
- 衣装:古賀博隆
- 和楽:中本敏弘
- 床山:山下みどり（東和美粧）
- フードコーディネーター:久保美穂子
- 結髪:松浦真理（東和美粧）
- 書・画:岡本美香
- 所作指導:柴田善行
- 演技事務:須賀章
- 舞踏指導:若柳錦秀
- 制作主任:井上一成
- 助監督:柏木宏紀、小池優里、倉根雄大、難波弘二
- 撮影助手:加藤勇人、木子尚久、野口大樹、カーク・エマ
- 特機:窪田高明
- 照明助手:村上将也、山崎博司、宇山智久、佐藤諒典、川戸貴宏
- 録音助手:西村憲昭、上田香奈子、澤村開
- データ管理:山口哲史
- 美術助手:塩田佳代、舘野光
- 装飾助手:西川由紀夫、山下達郎
- 衣装助手:保科雄大、稲垣勝子、進藤盛勇、片桐ののは
- 床山助手:川田政史（東和美粧）、木戸来美（東和美粧）
- 結髪助手:山田亜紀（東和美粧）
- 装置:表伸芳、大井優志
- 背景:藤原彰人、溝田理恵
- 背景塗装:井口智敬
- 建具:松田智彰
- 経師:西村康治
- 特殊工作:鈴木和幸、垣東凛
- 造園:畑裕之
- 題字:田嶋なつ代
- 時代考証:森田健司（大阪学院大学）
- スチール:入江和奏、藤本将吾
- 助監督応援:六車雅宣、宗野賢一

- 製作応援:西川浩介
- 撮影応援:杉原典彦
- 照明応援:大西雄介、池本雄司、山中秋男、岩谷貴生
- 録音応援:荒木祥貴、田代博司、中村崇志、ウィルソン・デイビッド
- 装飾応援:三木雅彦、井上充、辻󠄀俊安
- 衣装応援:大橋さゆり、中嶋茂子、黒田晴海（東京衣装）
- メイク応援:石部順子
- ポスプロ担当:小島透
- 編集助手:芳賀拓実
- EED:福地寿樹
- 効果:小山秀雄
- 整音助手:小黒健太郎
- カラリスト:山下哲司
- スタジオエンジニア:小松達哉、永縄秀歩
- ポスプロコーディネーター:小島岳志
- DIテクニカルディレクター:保木明元
- ラインプロデューサー:福居雅之（東映）、奥野邦洋（OLM）、谷敷裕也（東映）、土川はな（OLM）
- キャスティング:平出千尋（OLM）
- キャスティングスーパーバイザー:柿崎ゆうじ
- 製作担当:田中千穂子
- アシスタントプロデューサー:渡部拓人（東映）
- 撮影協力:彦根城、旧嵯峨御所、大本山大覚寺、世界遺産 仁和寺、真宗佛光寺派 本山佛光寺、賀茂別雷神社（上賀茂神社）、元離宮二条城、世界遺産・国宝 姫路城、琴引浜、姫路フィルムコミッション、彦根市フィルムコミッション室、京都市メディア支援センター、京丹後フィルムコミッション、京都・南丹市フィルムコミッション、滋賀ロケーションオフィス、東映太秦映画村
- 美術・装飾協力:創美、高津商会
- メイク協力:IPSA
- かつら:山崎かつら
- 協力:岸本乗馬センター、IMAGICA、ふれあいの里 動物村、eiko、サウンドキッズ、がんも
- キャスト協力:東映剣会、アカデミーエンターテイメント
- 映像協力：『暴れん坊将軍II』1983年（第1話「一番神輿が俺を呼ぶ!」監督:松尾正武・脚本:小川英、古内一成）、『暴れん坊将軍III』1988年（第1話「吉宗初暴れ!少女涙の訴え状」監督:鷹森立一・脚本:小川英、胡桃哲）、『暴れん坊将軍IV』1991年（第1話「いざ成敗!天下を狙う大泥棒」監督:松尾正武・脚本:高橋稔）
- 編成:浜田壮瑛（テレビ朝日）、古添智威（テレビ朝日）
- 宣伝:高橋夏子（テレビ朝日）
- 営業:安達七恵（テレビ朝日）
- コンテンツビジネス:小川佑亮（テレビ朝日）、大津貴郎（テレビ朝日）
- ホームページ:メディプレ
- 音楽協力:テレビ朝日ミュージック
- PRディレクター:大森寛之
- 制作プロダクション:東映京都撮影所、OLM TEAM MIIKE
- 制作:テレビ朝日、東映

主な出演者
- 徳川吉宗:松平健
- 徳川家重:西畑大吾（なにわ男子）[4]
- 大岡忠相:勝村政信
- 大岡忠光:木村了
- 加納五郎左衛門:小野武彦
- 辰五郎:生瀬勝久
- おさい:高島礼子
- 徳川宗武:駒木根葵汰
- 徳川小五郎（宗尹）:森優理斗
- 徳川宗春:GACKT
- 薮田八兵衛:浜田学
- こはる:中島亜梨沙
- ひさめ:尾碕真花
- 猪俣屋:マギー
- おきぬ:藤間爽子
- おせつ:梶川愛美
- おみね:太田唯
- 奥平重徳:神保悟志
- 本間要治郎:小澤征悦
- 本間要蔵:本田博太郎
- 田九郎:渋川清彦
- 蘭丸:内藤秀一郎
- 長松:長谷川純
- 竹本正網:日野陽仁
- 商人:真砂京之介
- 伊藤汝鈞:寺田心

ナレーション千葉繁
内容
シリーズ初のHD24Pによる収録作品。
今作のプロダクションでは東映京都のほか、三池監督作品を多数手掛けてきた「オー・エル・エム」（team Miike）側のスタッフも参加している。
2008年版と同様、シリーズ第1作と同様の人物設定（周辺キャラクター配置）が採用された（加納五郎左衛門、辰五郎、さいなど）。
放送された全シリーズ通して未婚だった吉宗が本作では史実通りに子息たちがいる設定となっている。
前作までナレーションを担当した若山弦蔵は、放送前の2021年5月18日に死去したため、今作のナレーションは千葉繁が担当した。また、前作まで音楽を担当した菊池俊輔も放送前の2021年4月24日に死去したため、今作の劇中音楽は三池監督作品の映画音楽の多くを手掛ける遠藤浩二との共同となった。

## ゲスト出演映画
2011年公開の映画『劇場版 仮面ライダーオーズ WONDERFUL 将軍と21のコアメダル』に、本シリーズの吉宗が客演の立場で登場しており、タイムスリップしてきた主人公・仮面ライダーオーズらを助け、一時的に共闘している。同作では他にめ組の若い衆も登場しており、吉宗を本作同様「新さん」と呼ぶ場面がある。
詳細は同作品の項を参照。